# مری آدم می‌کشد (مجموعه تلویزیونی کره جنوبی)
مری آدم می‌کشد (انگلیسی: Mary Kills People؛ کره‌ای: 메리 킬즈 피플) مجموعه تلویزیونی محصول کره جنوبی به نویسندگی لی سو یا و به کارگردانی پارک جون وو است. این مجموعه با بازی لی بو یونگ، لی مین کی و کانگ کی یونگ ساخته شده و بازسازی مجموعه تلویزیونی کانادایی با همین نام در سال ۲۰۱۷ است. مری آدم می‌کشد از ۱ اوت ۲۰۲۵، روزهای جمعه و شنبه ساعت ۲۲:۰۰ (کی‌اس‌تی) از ام‌بی‌سی پخش خواهد شد.

## خلاصه داستان
داستان این مجموعه دربارهٔ پزشکی برجسته است که به‌طور مخفیانه به بیماران لاعلاج برای پایان دادن به زندگی‌شان کمک می‌کند. در همین حین، کارآگاهی شروع به تحقیقات دربارهٔ این مرگ‌های مشکوک را می‌کند و و تقابل میان این دو شخصیت به تنشی نفس‌گیر و بازی تعقیب و گریز تبدیل می‌شود.

## بازیگران

### اصلی
- لی بو یونگ در نقش وو سو جونگ[۲][۳]
- لی مین کی در نقش جو هیون وو[۲][۴]
- کانگ کی یونگ در نقش یک پزشک[۴]

### مکمل
- کیم ته وو در نقش آن ته سونگ[۵]
- بک هیون جین در نقش گو کوانگ چول[۶]
- کوان هه هیو در نقش یانگ شبن بو[۶]
- سو یونگ هی در نقش ریو یی سو[۶]
- یون گا یی در نقش پرستار چوی یه نا[۶]
- یو سونگ موک در نقش بک یی وون[۶]
- کیم سانگ گی در نقش پسرِ برادرِ سو جونگ[۶]
- شیم سو یونگ در نقش سرپرستار[۶]
- کانگ نا اون در نقش یو می[۷]

### حضور افتخاری
- لی یی کیونگ[۸]
- لی سانگ یون
- پارک وون سانگ

## تولید
این مجموعه توسط پارک جون وو کارگردانی شده است که پیش‌تر کارگردانی فصل اول مجموعه راننده تاکسی (۲۰۲۱) و تصادف (۲۰۲۴) را نیز بر عهده داشته است و نویسندگی این مجموعه توسط لی سو یا انجام شده است. تولید آن بر عهدهٔ شرکت‌های مستر. رومنس، مووینگ پیکچرز و Studio Anzailen بوده است. این اثر اقتباسی از مجموعه تلویزیونی کانادایی مری آدم می‌کشد محصول سال ۲۰۱۷ است.

## انتشار
این مجموعه از اوت ۲۰۲۵، روزهای جمعه و شنبه ساعت ۲۲:۰۰ (کی‌اس‌تی) از ام‌بی‌سی پخش خواهد شد.